# ジョン・ステュアート (バカン伯)

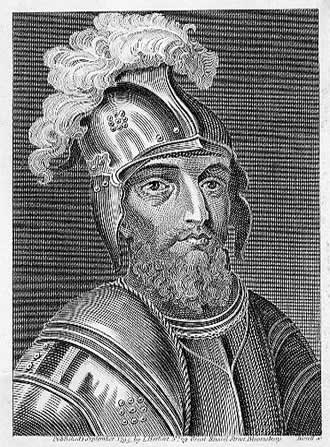
バカン伯爵ジョン・ステュアート（シャンボール城にある肖像画から作られた彫版）

バカン伯爵ジョン・ステュアート（英語: John Stewart, Earl of Buchan, 1381年頃 - 1424年8月17日）は、スコットランドの貴族、軍人。

## 経歴
スコットランド・ステュアート朝の開祖ロバート2世の四男でスコットランド摂政を務めたオールバニ公ロバート・ステュアートの次男。母はその妻マリエル・キース。オールバニ公マードック・ステュアートは異母兄にあたる。
1406年9月20日にバカン伯爵位を継承。1407年3月12日にGreat Chamberlainに就任。1416年には当時イングランドに捕らえられていたスコットランド王ジェームズ1世解放のための交渉の使者としてイングランドに赴いている。
百年戦争中の1421年に1万2000人のスコットランド軍を率いてフランスのシャルル7世の援軍としてフランスへ赴き、フランス軍司令官として、劣勢だったフランス軍を立て直し、情勢を逆転させる転機を作った。特に1421年のボージェの戦いで武名を挙げた。しかし1424年8月17日にヴェルヌイユの戦いで戦死した。